# Bakesaurus
Bakesaurus – dinozaur z rodziny ornitopodów pochodzący z kredy późnej w Chinach. Opisuje go Zhou S. w swojej książce The Dinosaur Egg Fossils in Nanyang, China. Do tej pory trwa dyskusja nad tym, czy nazwa „Bakesaurus” jest poprawna, jednak żadna bardziej ukierunkowana nazwa nie została mu nadana. Po raz pierwszy „Bakesaurus” wspomniany został w lutym 2006 roku w Dinosaur Mailing List przez paleontologa Jerry'ego Harrisa.